# 八郎潟

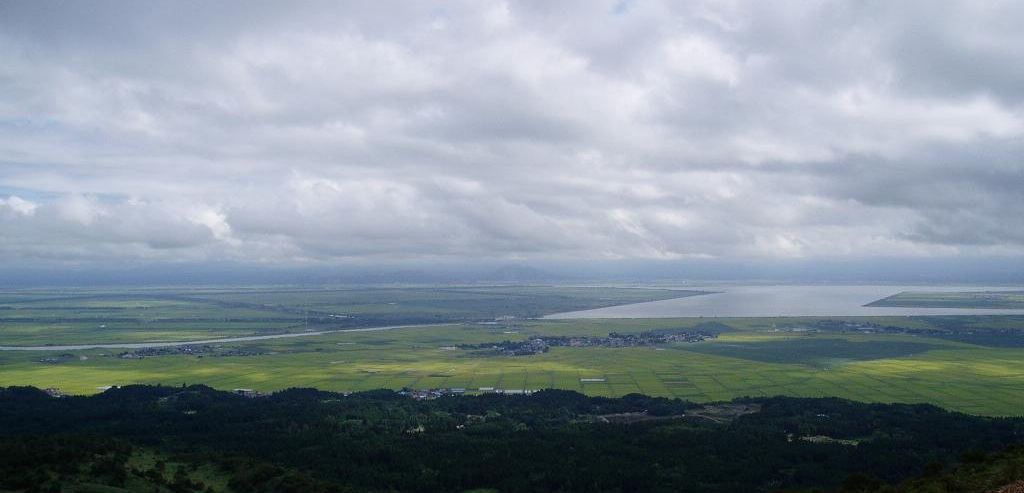
八郎潟調整池(寒風山展望台付近より撮影)

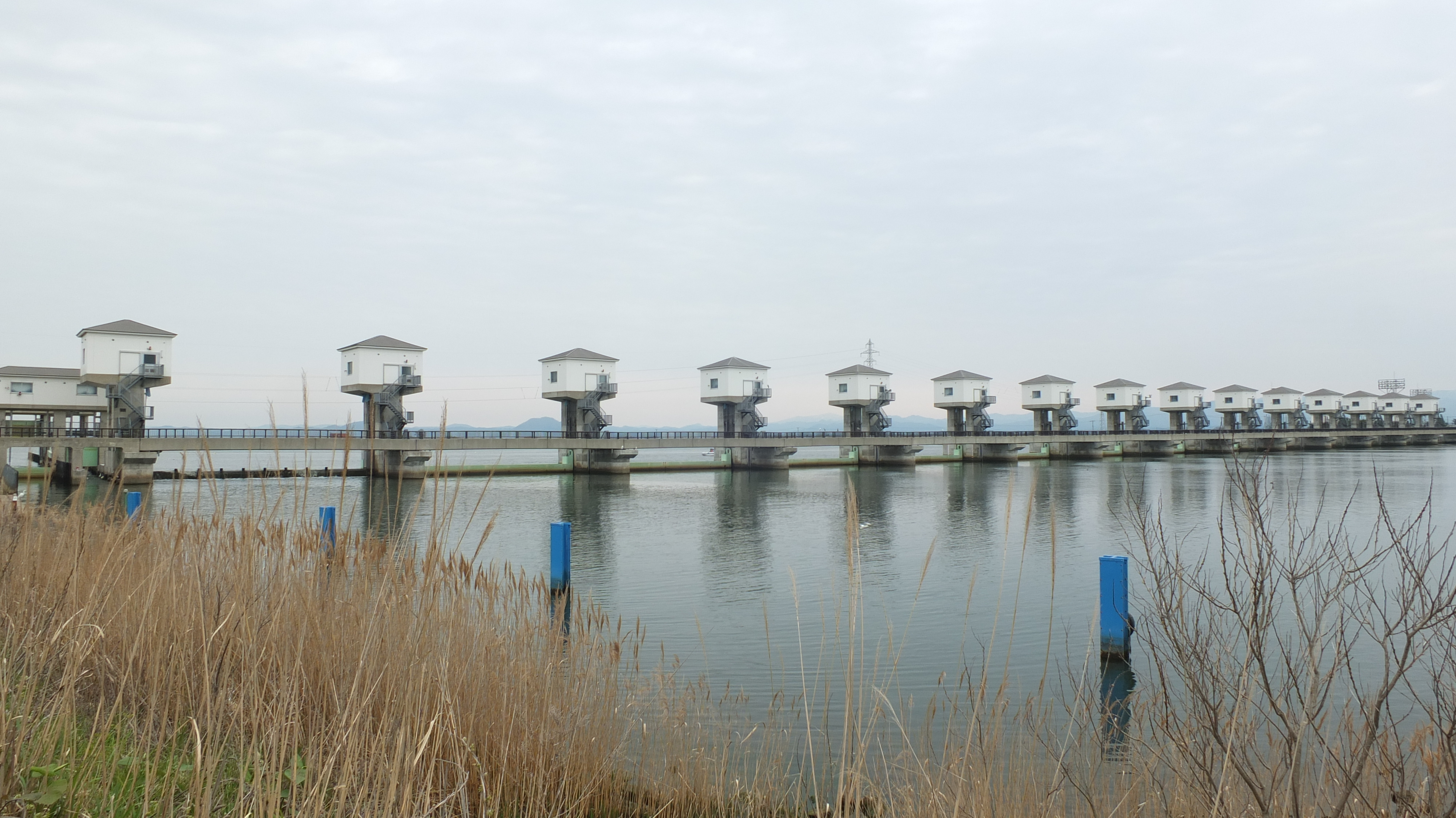
八郎潟防潮水門

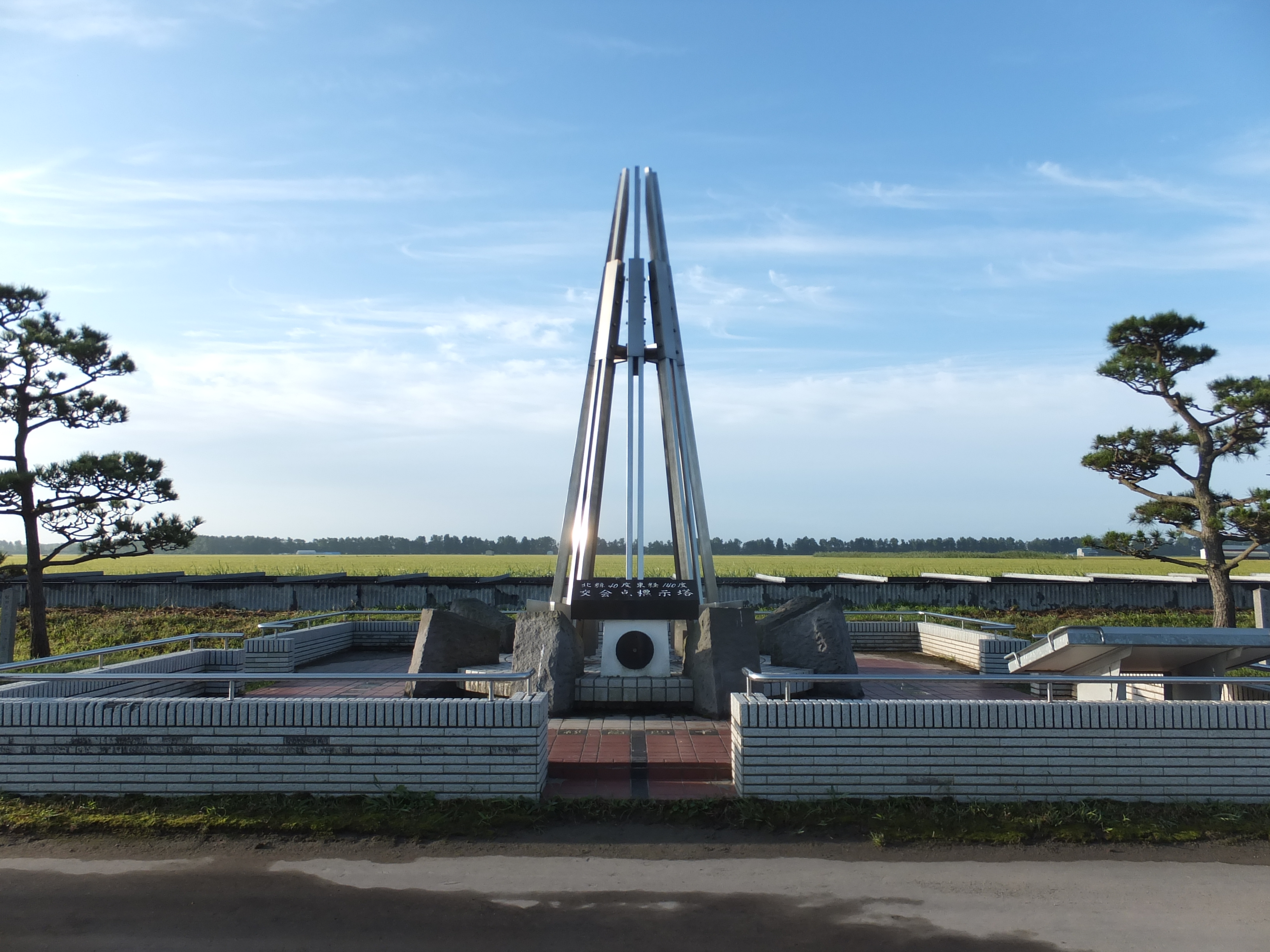
経緯度交会点

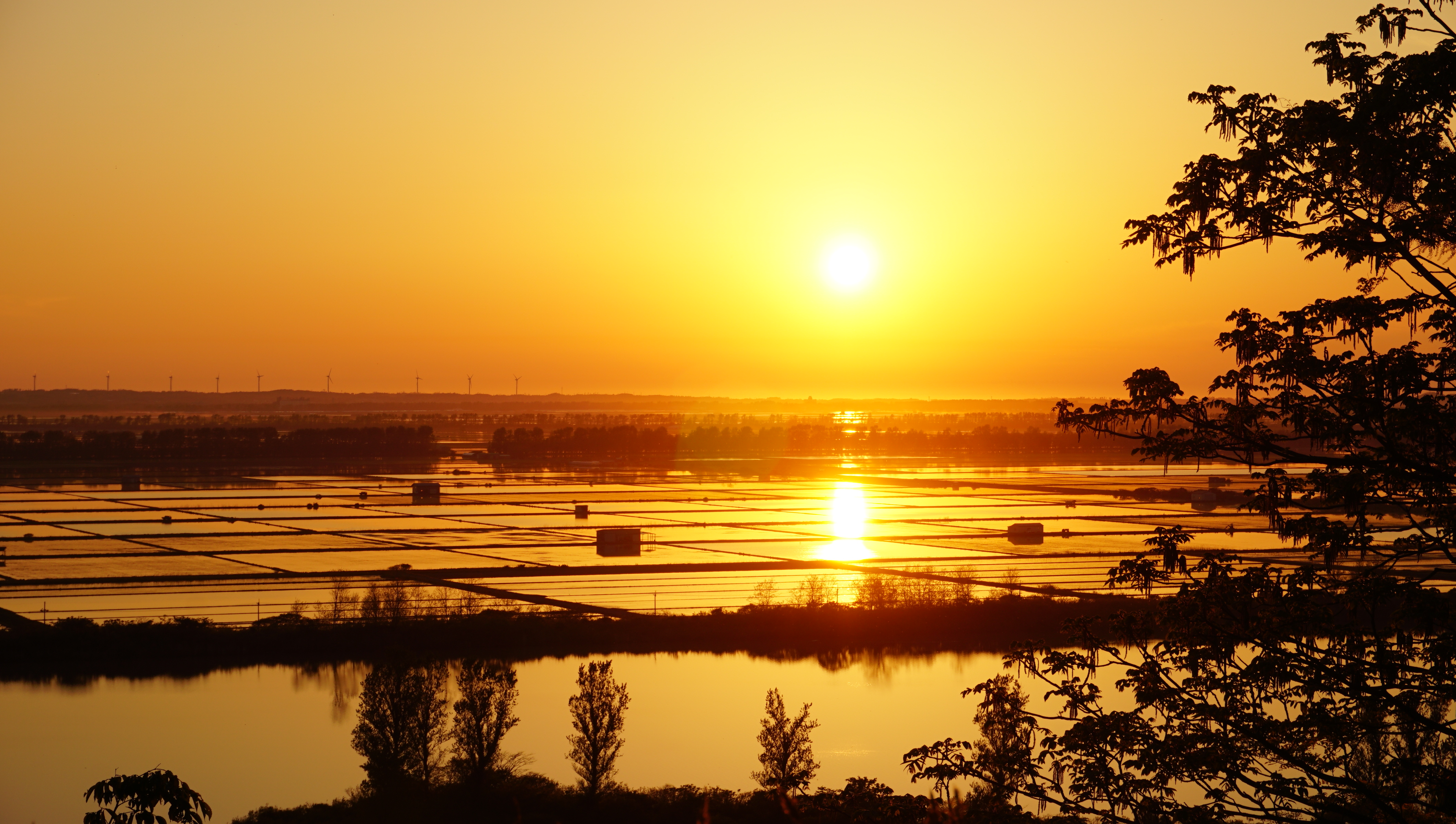
八郎潟の夕景

八郎潟（はちろうがた）は、秋田県にある湖。二級河川馬場目川水系に属する。かつては面積220km2と、日本の湖沼面積では琵琶湖に次ぐ第2位であったが、大部分の水域が干拓によって陸地化され、陸地部分が大潟村になった。現在では日本の湖沼において18位の面積である。八郎湖や、八郎潟残存湖といった別名でも呼ばれる。
狭義には、南東部の八郎潟調整池のことを指し、現在「八郎潟」として示されるデータの多くは、ここで以下に掲げた表を含めて「八郎潟調整池」のものである。
広義には、干拓前の八郎潟の範囲を反映した八郎潟調整池、東部承水路、西部承水路の総称である。2007年12月、この範囲が「八郎湖」として湖沼水質保全特別措置法の指定湖沼となった。

## 地理
秋田県の西部、男鹿半島の付け根に位置し干拓地の中央付近に北緯40度線と東経140度線の交会点がある。10度単位での交会点が陸地にあるのはここが日本唯一の地点である（領海では鹿児島県口之島沿岸付近に存在する）。
狭義の八郎潟である八郎潟調整池は、男鹿市、潟上市、南秋田郡井川町、五城目町、大潟村にまたがっている。
東部承水路と西部承水路は、干拓前の湖の北側外周にあたる部分。大潟村を囲むようにして存在しており、北側対岸は三種町である。八郎潟調整池とあわせた広義の八郎潟の湛水面積は48.3km2に達する。
南西部の船越水道（馬場目川）が唯一の流出河川である。海との高低差が最大でも1.26mと極めて小さいことから海水が逆流してくるため、もともとは汽水湖であった。しかし大潟村の農業用水として利用するには淡水化の必要があったため、1961年（昭和36年）に完成した八郎潟防潮水門によって船越水道は締め切られ、季節ごとに湖面水位を一定に保ちながら流出させるのみとなり、以降は淡水湖になっている。
また防潮水門が完成した後の1962年（昭和37年）10月から1964年（昭和39年）3月にかけて、船越水道の排水能力を増すため直線化工事が行われた。かつての船越水道は天王砂丘に沿って東へ蛇行しており、現在も河跡湖が存在して江川漁港として利用されている。潟上市と男鹿市の市境は現在の船越水道ではなく、河跡湖に沿っている。

### 流入河川
主な流入河川は以下の通り。
- 西部承水路への流入
  - （地図に名称が記載された河川は無い）
- 東部承水路への流入
  - 浅内川
  - 三種川
  - 牡丹川
  - 新屋敷川
  - 糸流川
  - 鹿渡川
  - 山谷川
  - 鯉川
  - 天瀬川
  - 夜叉袋川
  - 馬場目川（本流）
- 八郎潟調整池への流入（左岸側）
  - 井川
  - 飯塚川
  - 妹川
  - 豊川
  - 馬踏川
- 八郎潟調整池への流入（右岸側）
  - 船越川
  - 小深見川
  - 第二小深見川

### 橋梁
- 西部承水路の橋
  - 五明光橋
  - 野石橋（秋田県道54号男鹿琴丘線）
  - 祝田橋（秋田県道298号道村大川線）
  - 潟端橋（秋田県道42号男鹿八竜線）
- 東部承水路の橋
  - 新生大橋（秋田県道54号男鹿琴丘線）
  - 大潟橋（秋田県道298号道村大川線）

この他、北端で西部承水路と東部承水路の境になっている築堤と、南西で西部承水路・中央幹線排水路・八郎潟調整池が合流する付近の築堤に、大潟村と対岸の市町を結ぶ道が通っている（前者は秋田県道42号男鹿八竜線）。
また参考までに、船越水道に架かる橋を挙げる。
- 八郎川橋梁（男鹿線）
- 八竜橋（秋田県道104号男鹿昭和飯田川線）
- 男鹿大橋（国道101号）

## 歴史

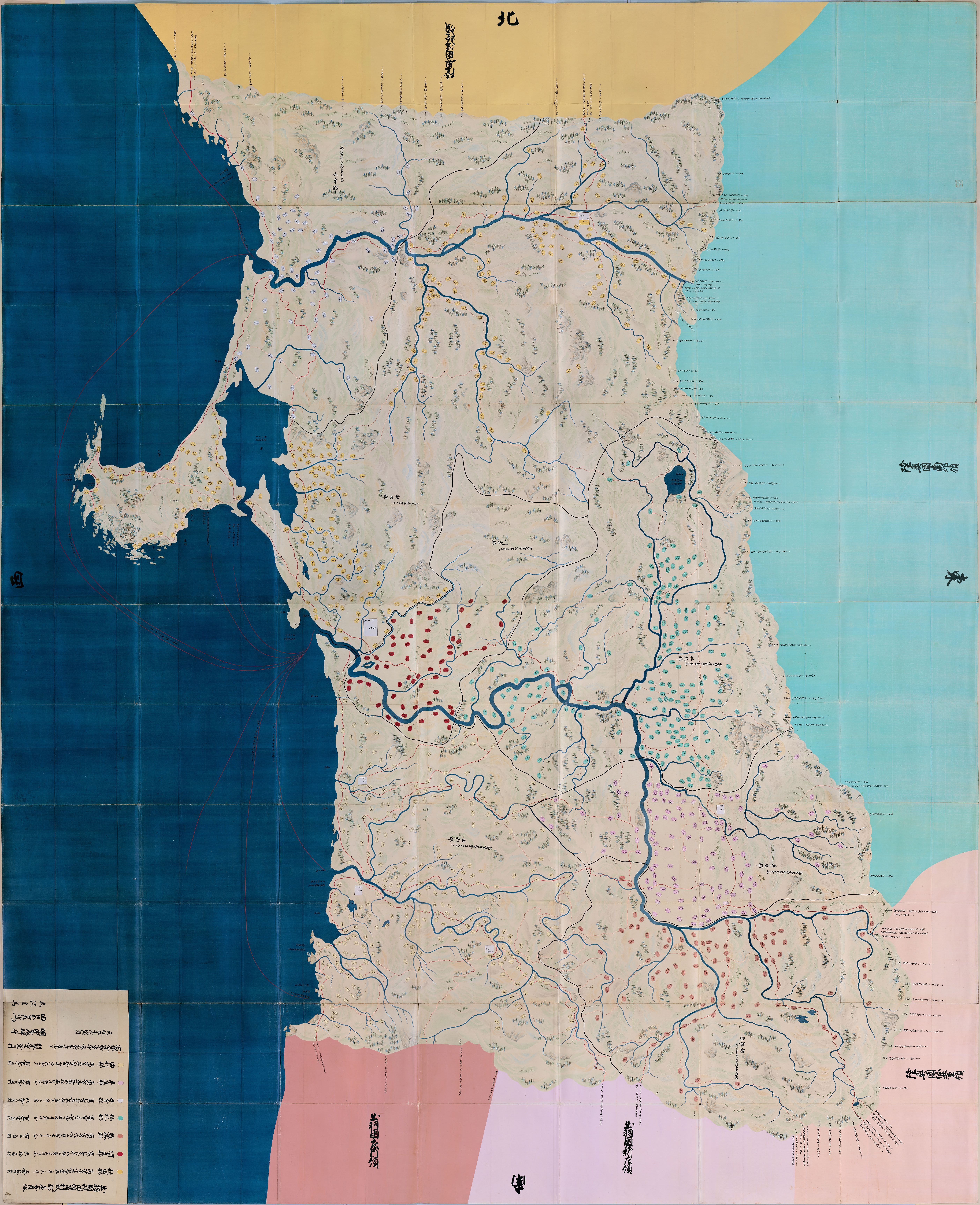
『天保国絵図』より「出羽国秋田領」（1838年）。

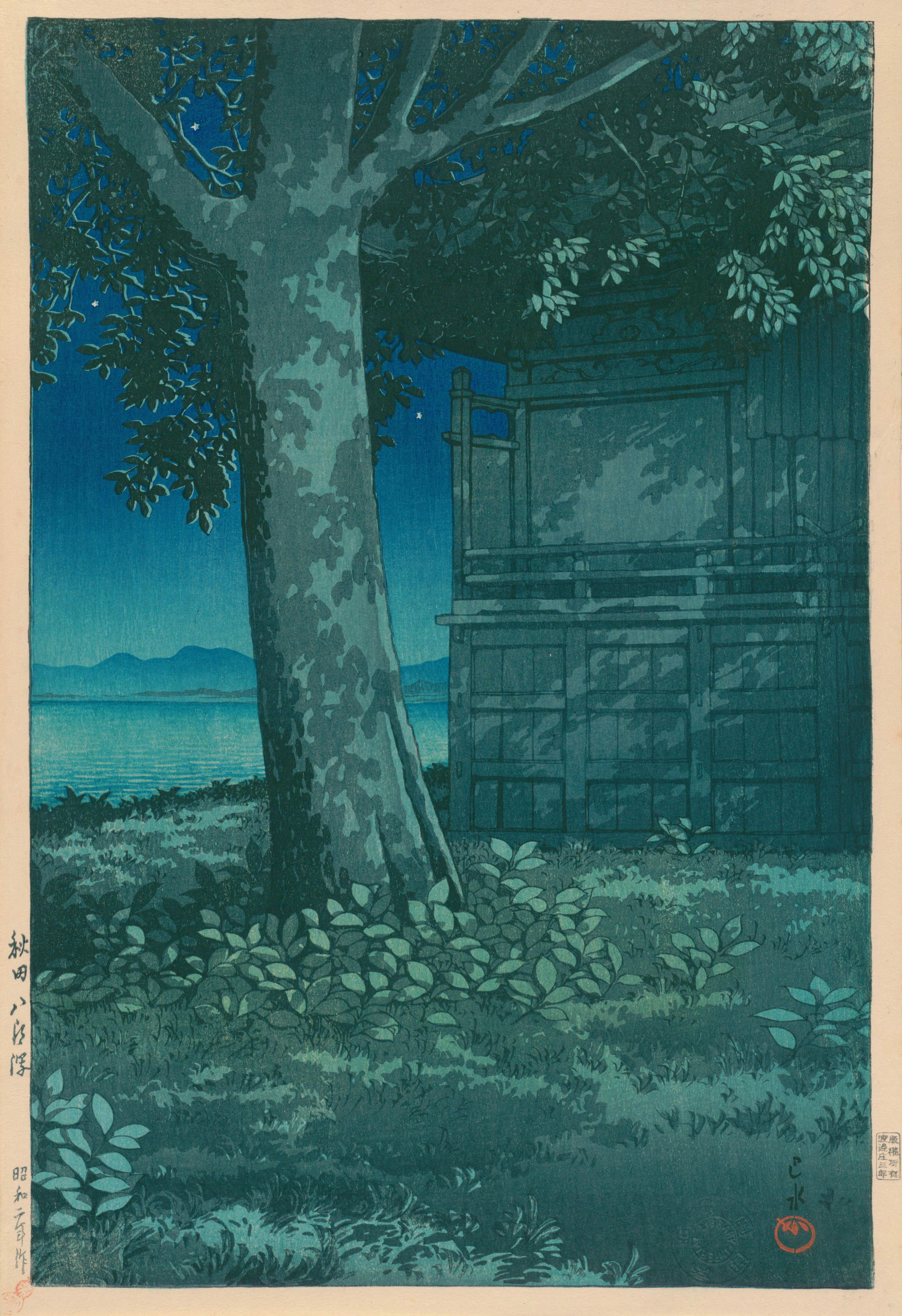
川瀬巴水『秋田八郎潟』（1927年・昭和2年）

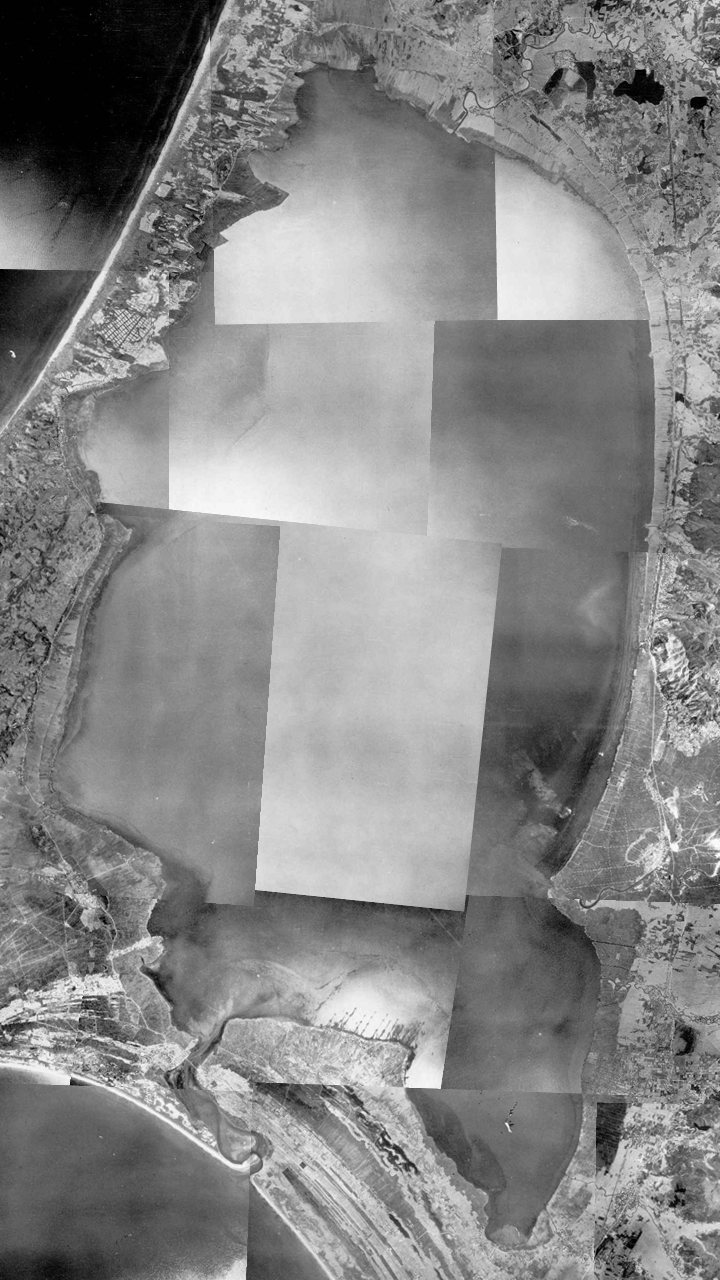
1948年の八郎潟全景。
帰属：国土交通省「国土画像情報（カラー空中写真）」
配布元：国土地理院地図・空中写真閲覧サービス

北側の米代川と南側の雄物川からそれぞれ土砂堆積により砂州が延び、離島であった寒風山に達して複式陸繋島の男鹿半島が形成された。両砂州の間に残った海跡湖が八郎潟である。面積は琵琶湖に次いで日本で2番目の広さだった。
小規模な干拓は、江戸時代から行われていた。大規模な干拓計画は、明治から昭和期（第二次世界大戦前）にかけて何度か持ち上がったが、実現には至らなかった。可知貫一案を元に、戦後になって立案された本格的な干拓計画は、食糧増産および働き口のない農家の次男・三男が増加している問題の解決を目的として、干拓の先進国であるオランダから技術協力を受けて実施されたもので、20年の歳月と約852億円の費用を投じて約17,000haの干拓地が造成された。この事業は、サンフランシスコ講和条約をオランダに批准させるため、賠償金の代わりにオランダへ技術協力費を支払い得る大規模事業をアメリカから求められていた吉田茂に対し、建設省住宅局職員の下河辺淳（後の国土事務次官）が提案したものだという。
工事は1957年（昭和32年）に着工して、1964年（昭和39年）9月15日に「干拓式」と題する式典を開催した。干拓式には吉武恵市自治大臣、赤城宗徳農林大臣、小畑勇二郎秋田県知事らが参列した。同年10月1日、秋田県で73番目（当時）の自治体として大潟村が発足した。既存の自治体の合併や分割を伴わずに新たな自治体が発足するのは、秋田県では1889年（明治22年）の市制・町村制施行以来のことであり、日本全体でも2019年時点で最後の事例である。1965年5月27日、国営八郎潟干拓地に新農村を建設する八郎潟新農村建設事業団法が公布された。1967年（昭和42年）から入植を開始し、全国から公募された入植者が移住した。
1969年（昭和44年）には、昭和天皇、香淳皇后が訪れ、排水機場や入植指導訓練場などを視察している。全体の事業は1977年（昭和52年）に竣工した。
しかし、事業が進行しているうちに日本の農業環境は大きく変化した。多収穫品種の普及や機械化などによる平均収量の増加で米の増産は重要課題ではなくなり、高度経済成長に伴う都市部の発展で労働者の需要が増加した事で農家の次男・三男の就労問題も縮小し、八郎潟干拓は当初の目的から離れて「日本農業のモデル」実現へと転換した。のみならず1970年（昭和45年）、政府が米の生産調整（減反政策）を開始し、大潟村への入植者公募は同年で中止、1973年（昭和48年）に再開されたがそれを最後に打ち切られた（例外的に1978年〔昭和53年〕の玉川ダム建設保障で9戸が新規入植）。このため、最終的に米の増産を目指していた干拓事業は、失敗した計画とする見解もある（ただし大潟村は秋田県内で一番の高収入地域となっており農業における高い生産性については実現している）。環境面でも、魚介類や水生植物が豊かだった湖の面積を大幅に狭め、沿岸の湿地が失われたことを嘆く向きもある。
1983年（昭和58年）5月26日に発生した日本海中部地震で、干拓堤防や防潮水門の破損が生じた。いずれもすぐに修復されたが、防潮水門は機能低下し大きな災害を引き起こすことが予想されたため、旧水門を破棄して新造することになった。2001年度（平成13年度）に着工し、2007年度（平成19年度）に完成した。新水門は旧水門より20m上流に設置されている。

## 生物とその利用
干拓前は漁業が盛んに行われていた。当時は汽水湖だったため、シジミが多く採れていたほか、シラウオやカレイ、ボラ、コイなどが水揚げされていた。春から秋にかけては巨大な白い帆を張った長さ12m程度の「潟船」（かたぶね）による、冬は氷を割っての人力による引き網が主だった。潟船は霞ヶ浦（茨城県）から伝わった。また「モク」と呼ばれる沈水植物が家屋の雪囲いや敷物、肥料などに使われていた。八郎潟漁業についての資料や漁具は、潟上市の道の駅てんのうで保存・展示されている。
八郎潟では氷下漁労が行われた。1794年（寛政6年）久保田城下上肴町の高桑與四郎が、諏訪湖に赴いて氷下漁労法と漁網制作法を伝授され、その方法を八郎潟の漁民一般に伝え大いに業が盛大になった。1804年（文化元年）高桑與四郎の上申によって久保田藩は魚役銀上納の制度を定めて、同人に漁業取締と銀取立役を命じ、役銀の半分を同人に賞賜し篤志と功労に報いた。
干拓後の漁業は八郎潟調整池での限定的なものとなり、淡水化によってシジミの収量も減少している。冬期間は凍った湖面上でワカサギ釣りがよく行われているが、ブラックバスなどの外来魚の流入で在来種の減少が確認され、その対策が行われている。

## 名前の由来
八郎潟の名称の由来としては、人から龍へと姿を変えられた八郎太郎という名の龍が、放浪の末に棲家として選んだという伝説が語り伝えられている。ただし伝説においても、八郎太郎は後に田沢湖へ移り住み、今や八郎潟には滅多に戻らないとされている。
また、斎藤隆介が八郎潟の由来について独自の解釈にて描いた児童文学作品『八郎』を執筆し、小学校の国語科の教科書に採用されたことがある。